# Athous vanmeeri
Athous vanmeeri là một loài bọ cánh cứng trong họ Elateridae. Loài này được Chassain miêu tả khoa học năm 2007.